# Agamemnon (1855)
La Agamemnon era una fregata blackwall impegnata nel commercio tra Gran Bretagna, India Australia e Nuova Zelanda.

## Storia
Per sostituire le East Indiaman sulle rotte commerciali tra la Gran Bretagna e India e Cina, via Capo di Buona Speranza, a partire dalla fine degli anni Trenta e fino alla metà degli anni Settanta del XIX secolo presso i cantieri navali inglesi furono costruite della navi a tre alberi con attrezzatura velica completa, designate Blackwall frigate. A partire dal 1850 questa navi furono impiegate anche nel commercio tra Inghilterra, Australia e Nuova Zelanda. Nel 1855 fu varata, presso il cantiere navale di Blackwall, sul Tamigi, la nave da trasporto Agamemnon, realizzata per conto della Green's Blackwall Line. All'epoca era la più grande nave commissionata da Dicky Green, dislocava 1.431 tonnellate, era lunga 252,3 piedi, larga 36,2 piedi e pescava 23,2. La lunghezza della poppa era di 85 piedi, mentre quella del castello di prua era di 50 piedi.
La nave fu utilizzata nel commercio con l'India fino al 1870 poi nel trasporto passeggeri con l'Australia per i successivi sette anni. Uno dei suoi capitani fu Richard Marsden. Terminò la sua carriera come nave deposito carbone.

### Fonti
1. ↑  Lubbock 1922, p. 301.
2. ↑  Lubbock 1922, p. 102.
3. 1 2  Lubbock 1922, p. 237.
4. ↑  Green, Wingram 1881, p. 103.
5. 1 2  Lubbock 1922, p. 238.